# Yadaly Diaby
Yadaly Diaby, né le 9 août 2000 à Saint-Pierre (La Réunion), est un footballeur international guinéen qui évolue au poste d'ailier gauche au Grenoble Foot 38 en Ligue 2.

## Biographie

### Débuts et formation
Yadaly Diaby, né le 9 août 2000 à Saint-Pierre, commence le football à Jeunesse Foot Sud ( club de st etienne )avant de rejoindre Andrézieux-Bouthéon FC en 2013 à l'âge de 13 ans. Yadaly Diaby est passé par toutes les catégories jeunes du club ligérien.

### Andrézieux-Bouthéon FC
Durant l'été 2019, Yadaly Diaby intègre l'équipe première d'Andrézieux-Bouthéon FC.
Il fait ses débuts pour son club formateur, le 24 août 2019, lors de la 3e journée du groupe C de National 2 contre le FC Chamalières (victoire 4-0).
Le 7 mars 2020, lors de la 21e journée du groupe C de National 2 contre l'équipe réserve du Montpellier HSC, Diaby inscrit son premier but avec l'Andrézieux-Bouthéon FC (match nul 1-1).

### Clermont Foot 63
Le 5 août 2020, Yadaly Diaby s'engage librement avec l'équipe réserve du Clermont Foot 63.
Il fait ses débuts pour l'équipe réserve du Clermont Foot 63, le 29 août 2020, lors de la 1ere journée du groupe K de National 3 contre le FC Aurillac-Arpajon, il délivre aussi sa première passe décisive (pour Mathis Clairicia) avec le club (match nul 2-2).
Le 25 septembre 2021, lors de la 4e journée du groupe K de National 3 contre l'AS Moulins Football, Diaby inscrit ses trois premiers buts avec l'équipe réserve du Clermont Foot 63 (victoire 4-1).
Le 3 novembre 2021, Yadaly Diaby signe son premier contrat professionnel avec le Clermont Foot 63, il paraphe un contrat de quatre saisons soit jusqu'en 2025.
ll fait ses débuts pour le Clermont Foot 63, le 1er décembre 2021, remplaçant Jim Allevinah, lors de la 16e journée de Ligue 1 contre le RC Lens (match nul 2-2).
Le 19 juillet 2023, Diaby prolonge avec le Clermont Foot 63, il paraphe un contrat allant jusqu'en 2026.
Le 30 novembre 2024, lors du 8e tour Coupe de France contre Angoulême Charente FC, Diaby inscrit son premier but avec le Clermont Foot 63 (victoire 2-1).

### Prêt au SC Austria Lustenau
Le 31 août 2022, Yadaly Diaby est prêté pour une saison au SC Austria Lustenau.
Il fait ses débuts pour le SC Austria Lustenau, le 11 septembre 2022, lors de la 8e journée de Bundesliga contre le LASK (match nul 1-1).
Le 19 mars 2023, lors de la 22e journée de Bundesliga contre le SK Austria Klagenfurt, Diaby inscrit son premier but avec le SC Austria Lustenau (victoire 4-2).
Le 19 juillet 2023, le prêt de Yadaly Diaby au SC Austria Lustenau est prolongé pour une nouvelle saison.

### Grenoble Foot 38
Le 3 février 2025, Yadaly Diaby est transféré au Grenoble Foot 38, il paraphe un contrat d'une saison et demi soit jusqu'en 2027.
Il fait ses débuts pour le GF38, le 7 février 2025, remplaçant Alan Kerouedan, lors de la 22e journée de Ligue 2 contre le Red Star FC (match nul 0-0).
Le 14 février 2025, lors de la 23e journée de Ligue 2 contre l'Amiens SC, Diaby délivre sa première passe décisive (pour Théo Valls) avec le Grenoble Foot 38 (victoire 4-1).

### Parcours en sélection
Yadaly Diaby est international guinéen, il joue pour la Guinée depuis l'année 2023 pour un total de sept matchs joués.